# Братислава Кэпиталз
«Братислава Кэпиталз» (словац. Bratislava Capitals) — словацкий хоккейный клуб из Братиславы, играющий в Австрийской хоккейной лиге.

## История
Хоккейный клуб «Братислава» был образован в 2015 году в ответ на отсутствие в официальных соревнованиях Словакии команд из столицы страны (ранее в 2012 году «Слован» вступил в КХЛ).
Свой дебютный сезон в группе A третьей по силе хоккейной лиги Словакии, состоявшей из 7 команд, ХК «Братислава» завершила на 6 месте регулярного первенства. Регулярный сезон 2016/17 столичный клуб окончил вторым в группе A и добрался до полуфинальной стадии плей-офф.
Перед стартом сезона 2017/18 Словацкая первая лига объявила об отказе двух команд от участия в соревнованиях и начала приём заявок от других клубов на включение в лигу. Зарекомендовавшая себя в прошлом сезоне и подавшая свою заявку «Братислава» была единогласно включена в число участников. Сезон 2017/18 команда завершила групповой турнир на 6 месте и в четвертьфинале уступила «Прешов Пингвинс»; год спустя заняла 7 место в группе, но также не смогла преодолеть первый раунд плей-офф.
С лета 2019 года началась новая эра в истории клуба. В августе состоялся ребрендинг — команда получила наименование «Братислава Кэпиталз», свои домашние матчи она стала проводить на Зимнем стадионе имени Ондрея Непелы, также было приглашено несколько игроков из Экстралиги. Уже в первом сезоне под новым именем братиславские хоккеисты уверенно выиграли групповой этап Первой лиги и успешно преодолели четвертьфинальную стадию, однако окончание розыгрыша Кубка было отменено в связи с пандемией COVID-19.
24 апреля 2020 года клуб «Братислава Кэпиталз» принял приглашение к участию с сезона 2020/21 в Австрийской хоккейной лиге. В дебютном сезоне в новом для себя соревновании команда смогла пробиться в плей-офф, однако в первом же раунде была выбита ХК «Зюдтироль».

## Состав
| №          | Игрок             | Страна        | Хват    | Дата рождения (возраст)   | Рост (см) | Вес (кг) |
| Вратари    | Вратари           | Вратари       | Вратари | Вратари                   | Вратари   | Вратари  |
| ---------- | ----------------- | ------------- | ------- | ------------------------- | --------- | -------- |
| 31         | Джаред Коро       | Флаг Канады   | Левый   | 5 ноября 1991 (33 года)   | 198       | 100      |
| 25         | Самуэл Барош      | Флаг Словакии | Левый   | 10 февраля 1994 (31 год)  | 182       | 82       |
| 1          | Томаш Пьентка     | Флаг Словакии | Левый   | 11 апреля 2003 (22 года)  | 185       | 75       |
| Защитники  |                   |               |         |                           |           |          |
| 23         | Давид Болдижар    | Флаг Словакии | Левый   | 6 января 1999 (26 лет)    | 180       | 82       |
| 14         | Ладислав Романчик | Флаг Словакии | Левый   | 26 января 1996 (29 лет)   | 193       | 88       |
| 5          | Лукаш Богуницкий  | Флаг Словакии | Левый   | 30 октября 1987 (37 лет)  | 194       | 98       |
| 28         | Лукаш Дюркех      | Флаг Словакии | Правый  | 9 декабря 1997 (27 лет)   | 175       | 75       |
| 28         | Мартин Хован      | Флаг Словакии | Правый  | 20 августа 1986 (38 лет)  | 186       | 86       |
| 4          | Мэтт Финн         | Флаг Канады   | Левый   | 24 февраля 1994 (31 год)  | 183       | 90       |
| 7          | Райан Калкин      | Флаг Канады   | Левый   | 15 декабря 1993 (31 год)  | 188       | 91       |
| 44         | Саша Гимонд       | Флаг Канады   | Левый   | 28 марта 1991 (34 года)   | 190       | 78       |
| Нападающие |                   |               |         |                           |           |          |
| 12         | Адам Безак        | Флаг Словакии | Левый   | 4 июля 1989 (36 лет)      | 179       | 86       |
| 92         | Брок Хиггз        | Флаг Канады   | Левый   | 4 мая 1992 (33 года)      | 180       | 84       |
| 17         | Давид Буц         | Флаг Словакии | Левый   | 22 января 1987 (38 лет)   | 187       | 94       |
| 18         | Денис Гудец       | Флаг Словакии | Левый   | 20 июня 1993 (32 года)    | 189       | 95       |
| 33         | Филип Аль         | Флаг Швеции   | Левый   | 12 июня 1997 (28 лет)     | 194       | 100      |
| 21         | Якуб Ковер        | Флаг Словакии | Правый  | 23 июля 1999 (25 лет)     | 174       | 74       |
| 34         | Лукаш Липьянский  | Флаг Словакии | Левый   | 2 января 2002 (23 года)   | 193       | 83       |
| 41         | Максим Фортье     | Флаг Канады   | Правый  | 15 декабря 1997 (27 лет)  | 178       | 83       |
| 56         | Михал Мразик      | Флаг Словакии | Правый  | 30 июля 2001 (23 года)    | 194       | 95       |
| 19         | Михел Миклик      | Флаг Словакии | Правый  | 31 июля 1982 (42 года)    | 184       | 90       |
| 77         | Милош Бубела      | Флаг Словакии | Правый  | 25 августа 1992 (32 года) | 188       | 88       |
| 86         | Митчелл Халтс     | Флаг США      | Левый   | 13 января 1994 (31 год)   | 188       | 94       |
| 79         | Роман Файт        | Флаг Словакии | Левый   | 28 июля 2002 (22 года)    | 181       | 76       |
| 73         | Себастьян Шмида   | Флаг Словакии | Правый  | 28 ноября 1998 (26 лет)   | 181       | 80       |
| 74         | Сергей Костицын   | Флаг Беларуси | Левый   | 20 марта 1987 (38 лет)    | 184       | 93       |